# Rosas para Verónica
Rosas para Verónica é uma telenovela peruana, produzida pela Panamericana Producciones S.A e exibida em 1971 pelo Panamericana Televisión.

## Elenco
- Saby Kamalich...Verónica
- Ignacio López Tarso
- Carlos Tuccio
- Walter Rodriguez
- Carlos Estrada
- María Isabel Chiri
- Miguel Arnáiz
- Carola Duval
- Araceli Marquez
- María Cristina Ribal